# 蒙哥都
蒙哥都，蒙古帝国宗室，窝阔台的孙子，闊端的第二子。
蒙哥都拥戴蒙哥有功，分其父阔端西凉府迤西之地。命他侍奉祖母乞儿吉思皇后居住。1258年，跟随伐蜀，攻打渠州礼义山，没有攻克。元世祖中统初年，又奉命征云南。蒙哥都之子亦怜真。至元二十七年（1290年），章吉攻打哈密力（甘木里），亦怜真与诸王出伯、拜答罕等合兵将其击走。元贞二年（1296年），跟随晋王甘麻剌驻夏客鲁涟之地。大德元年（1297年）正月，入朝，在途中去世，元成宗赙帛五百匹。